# هوگو اسلستروم
هوگو اسلستروم (انگلیسی: Hugo Sällström; ۱۵ دسامبر ۱۸۷۰ – ۱۹ فوریهٔ ۱۹۵۱) قایقران قایق بادبانی اهل سوئد بود.